# Genichi Takahashi
Genichi Takahashi (Saitama, 28 juni 1980) is een voormalig Japans voetballer.

## Carrière
Genichi Takahashi speelde tussen 1999 en 2001 voor Urawa Red Diamonds en Montedio Yamagata.